# Tobed
Tobed (aragónul Tobet) község Spanyolországban,  Zaragoza tartományban. Tobed Alpartir, Almonacid de la Sierra, Cosuenda, Aguarón, Codos, Orera, Belmonte de Gracián és Santa Cruz de Grío községekkel határos. Lakosainak száma 198 fő (2024).

## Népesség
A település népessége az utóbbi években az alábbiak szerint változott:
| Lakosok száma | 275  | 250  | 276  | 238  | 230  | 230  | 224  | 214  | 215  | 198  |
|               | 2001 | 2004 | 2007 | 2009 | 2012 | 2014 | 2017 | 2019 | 2022 | 2024 |